# Melanopsina
La melanopsina es un fotopigmento encontrado en células ganglionares fotosensibles de la retina, las que están involucradas en la regulación del ritmo circadiano y los reflejos pupilares y otras respuestas no visuales a la luz. Estructuralmente la melanopsina es una opsina, una proteína retinilidina variante del receptor acoplado a proteína G. La melanopsina es más sensible a la luz azul. Un receptor basado en la melanopsina se ha vinculado a la asociación entre la sensibilidad a la luz y la migraña.
Las melanopsinas están lejanamente vinculadas con los pigmentos visuales, y a nivel químico guardan más semejanzas con los fotopigmentos de invertebrados. La melanopsina está implicada directamente en la percepción del brillo, influye tanto a nivel del brillo general como de los patrones de baja frecuencia. El porcentaje de expresión de melanopsina en células ganglionares fotosensibles de la retina es bastante bajo, solo menos del 1% de estas células la expresan.

## Descubrimiento
En la década de los años 20, un estudiante de la Universidad de Harvard, Clyde Keeler descubrió que los ratones ciegos con distrofia de conos y bastones aún conservaban la capacidad de respuesta mediante la constricción pupilar ante estímulos luminosos externos. Este estudio propuso la posible existencia de un fotorreceptor diferente que los conos y bastones en el ojo. Posteriormente, en el año 1998, el científico Ignacio Provencio descubrió por primera vez una subclase de células ganglionares fotosensibles en melanóforos dérmicos, celulares oculares y cerebrales de Xenopus laevis o rana de uñas africana, dichas células contienen un fotopigmento denominado melanopsina, que es sensible al contenido de la luz visible de longitud de onda corta (luz azul). Finalmente, en el año 2000, Provencio identificó melanopsina en la retina de los mamíferos. Este descubrimiento explicó el motivo por el cual los ojos sin conos ni bastones aún pueden tener reacciones a la luz.

## Distribución en las especies
Los mamíferos presentan una fotorrecepción no visual mediada por un solo gen de melanopsina (opn4m), su expresión se limita a un subconjunto de células ganglionares de la retina. A nivel fisiológico, este sistema regula el ritmo circadiano mediante el sistema endocrino de melatonina y la constricción pupilar. Sin embargo, en especies no mamíferas, se han encontrado dos linajes distintos de la melanopsina que se expresan en diferentes tejidos (el ojo, el cerebro, la glándula pineal y la piel): opn4m y opn4x. En el caso del Callorhinchus milii o tiburón elefante, encontramos tres genes de melanopsina: opn4m1, opn4m2 y opn4x. La existencia de los dos genes de opn4m podría ser fruto de una duplicación específica de linaje.
En otros animales no mamíferos como la gallina, se han encontrado el ARNm de opn4m en un subconjunto de células en las capas de células nucleares externas, nucleares internas y ganglionares, la mayoría de estas células también expresan opn4x.

## Regulación
Los cambios ambientales cíclicos están presentes en la evolución de los seres vivos, para ello, los seres vivos han desarrollado ritmos fisiológicos para poder afrontarlos mejor, uno de los ejemplos más representativo es el ritmo circadiano, que se sincroniza por la señal luminosa transmitida mediante las células ganglionares de la retina intrínsecamente fotosensibles (ipRGC en inglés). Dichas células son capaces de generar señales al captar la luz a través de melanopsina, y las integran con las señales procedentes de conos y bastones, finalmente envían las señales mediante el tracto retinohipotalámico al núcleo supraquiasmático (NSQ), conocido como el centro regulador de ritmos circadianos.
Las ipRGC del tracto retinohipotalámico forman un red de detección luminosa independiente en la retina de los mamíferos. Según estudios realizados en ratas Wistar albina, se evidenció el carácter diurno de la expresión de melanopsina a diferentes niveles (proteína y ARNm).
La melanopsina es una proteína que desempeña un rol fundamental en la señalización no visual mediada por la luz. La señalización de la melonopsina es muy variada y existen diferencias en cuanto a las cascadas de señalización entre las melanopsinas de diferentes células. El comportamiento de la melanopsina se ve afectado por la existencia de isoformas de esta proteína. Por otro lado, la melanopsina está regulada por modificaciones postraduccionales. La modulación del nivel de ARNm de melanopsina también está implicada en la regulación de las respuestas emitidas por ésta.
La melanopsina se fosforila dependiendo de la luz, dicha fosforilación participa en el control de la tasa de activación de la proteína G y también regula el tiempo de vida del estado activo de la melanopsina. La fosforilación en su cola carboxi-terminal es una de las formas de desactivación funcional.
Además, la dopamina (DA) actúa como regulador del ARNm de malanopsina mediante receptores de dopamina D2 presentes en las ipRGC.

## Estructura

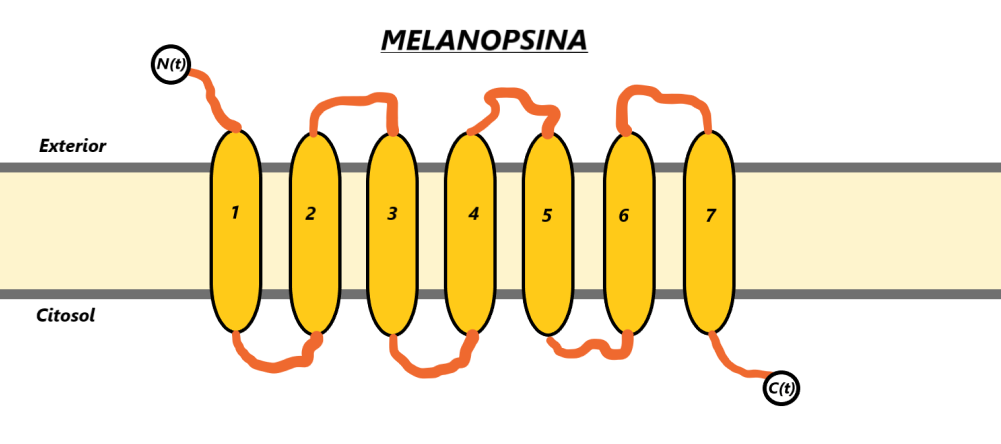
Composición de la melanopsina

La melanopsina es un receptor acoplado a proteína G (RAPG), es decir, una proteína transmembranal multipaso que atraviesa la bicapa lipídica de la membrana celular mediante 7 hélices alfa hidrofóbicas. Además, presenta cuatro regiones citoplasmáticas y cuatro regiones extracelulares hidrofílicas con un extremo N-terminal extracelular y un extremo C-terminal citosólico.

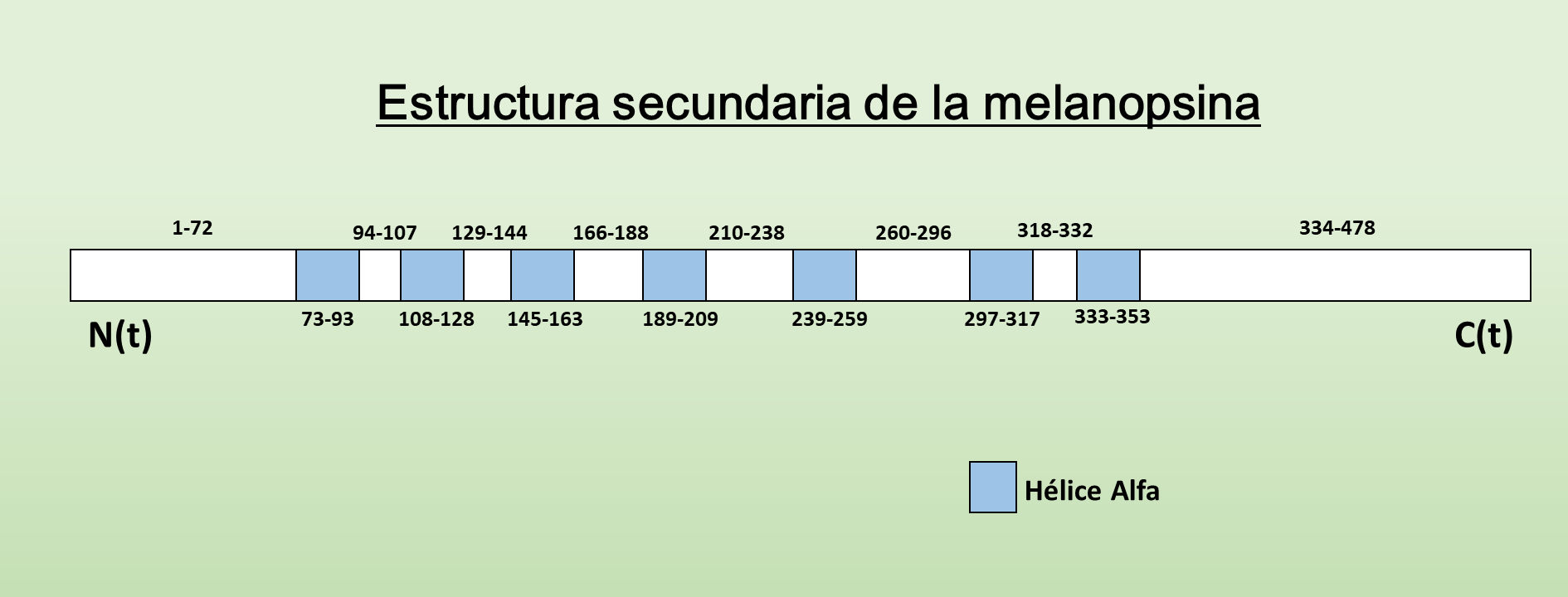

A nivel de estructura primaria, la melanopsina está compuesta por 478 aminoácidos. 
Su estructura secundaria contiene una larga cola citoplasmática que presenta múltiples sitios putativos de fosforilación, lo que indica una regulación delicada de la función proteína
En la segunda y tercera región extracelular hay residuos de cisteína, cuya función es estabilizar la estructura terciaria mediante puentes disulfuro. En los aminoácidos de las regiones citoplasmáticas se realiza la fosforilación intracelular y la séptima hélice alfa es la que interacción con el cromóforo.

## Funciones
Junto a los bastones y conos, la melanopsina constituye un tercer tipo de fotorreceptor que presenta la capacidad de generar respuestas ante la luz. La melanopsina desempeña un papel fundamental en la regulación del ritmo circadiano y la activación del reflejo pupilar de la luz. El ritmo circadiano es esencial para el equilibrio y el bienestar de los mamíferos. No obstante, este se ve alterado por el envejecimiento, la ceguera u otras patologías provocando perturbación del sueño, cambios emocionales y contribuyendo a su vez en la aparición de enfermedades neurodegenerativas. A pesar de la pérdida de visión, su presencia junto a conos y bastones es imprescindible para mantener un buen funcionamiento de nuestro reloj biológico.
Función fotorreceptora de la melanopsina
El impulso de los conos y bastones se transmite a través de señales dinámicas a las células ganglionares de la retina cuyos axones forman el nervio óptico que se proyecta hacia el encéfalo para la formación de imágenes. Por el contrario, los ipRGC que expresan melanopsina proyectan sus axones hacia el núcleo supraquiasmático para la fotosincronización. Estas células están involucradas en funciones relacionadas con procesos dependientes de la luz ambiental, pero no conducen a la imagen.  

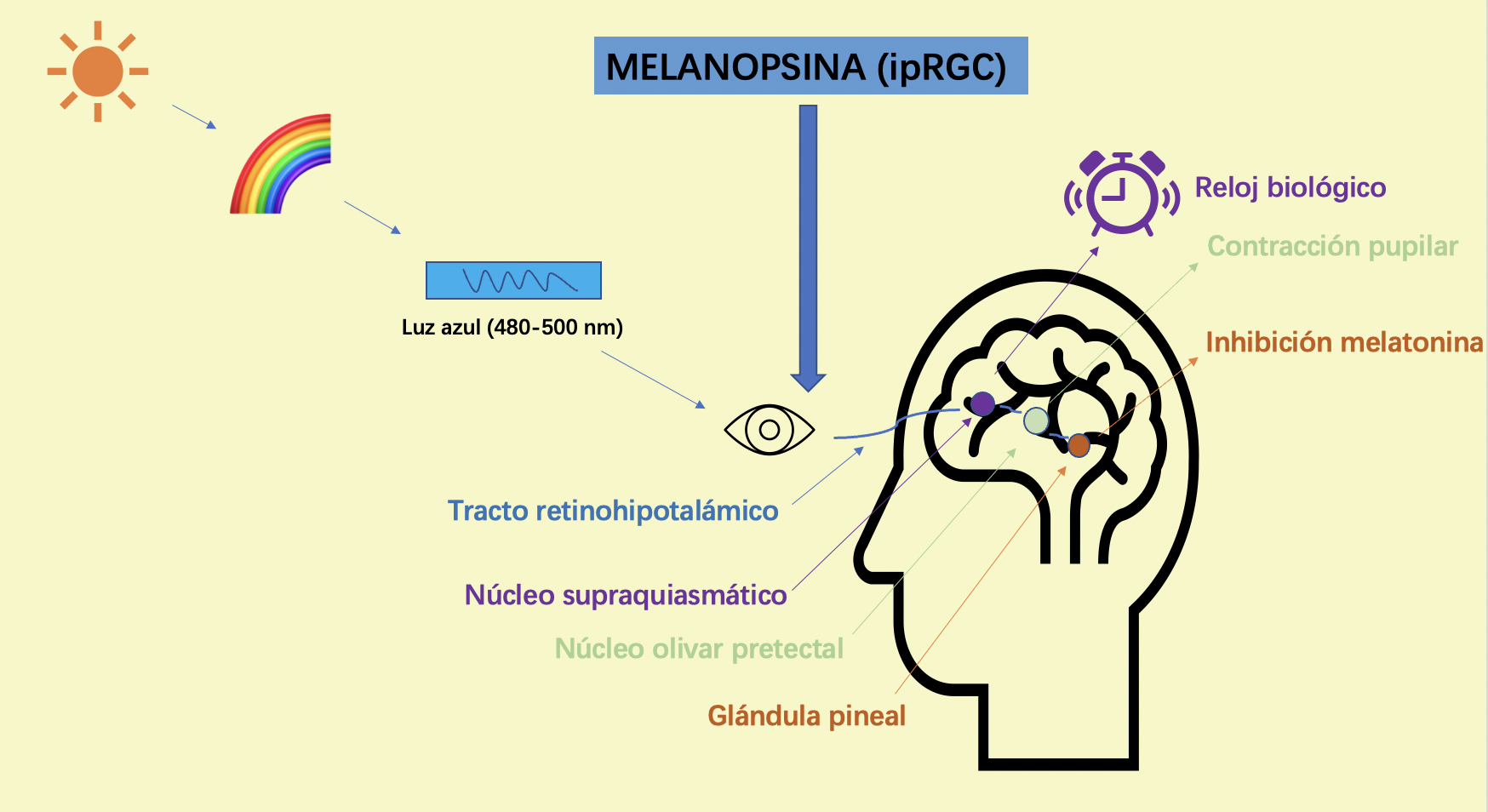
Esquema de la vía fotorreceptora de melanopsina

Las células ganglionares que contienen melanopsina ajustan su sensibilidad de acuerdo con la historia reciente de exposición a la luz. Mientras que los conos y bastones son responsables de la imagen, patrones, movimiento y color; la melanopsina contribuye a diversas respuestas reflexivas del cerebro y el cuerpo a la presencia de luz.
Los fotorreceptores de melanopsina son sensibles a un rango de longitudes de onda y alcanzan un máximo de absorción de luz para longitudes de onda de luz azul alrededor de 480 nanómetros (nm). La eficacia de activación del sistema de señalización de melanopsina decrece a medida que las longitudes de onda se alejan de los 480 nm óptimos.
Al entrar la luz de una frecuencia adecuada al ojo, se activa la melanopsina contenida en las ipRGC, lo que desencadena un potencial de acción. Estas señales eléctricas viajan a través de los axones neuronales a objetivos cerebrales específicos, como el núcleo olivar pretectal del mesencéfalo. En consecuencia, la estimulación de la melanopsina en las ipRGC media las respuestas conductuales y fisiológicas a la luz, como la contracción de las pupilas y la inhibición de la liberación de melatonina de la glándula pineal.
Mecanismo de fototransducción
El mecanismo de fototransducción es un proceso mediante el cual los fotorreceptores, conos y bastones captan los fotones de la luz y generan un impulso nervioso que viaja a través de las neuronas hasta el cerebro. La melanopsina presenta un mecanismo de fototransducción característico de los receptores acoplados a la proteína G y similar al de las opsinas de los invertebrados. Podemos distinguir dos tipos de fotorrecpetores en el reino animal. Los vertebrados presentan fotorreceptores ciliares mientras que los invertebrados están constituidos por fotorreceptores rabdoméricos. 

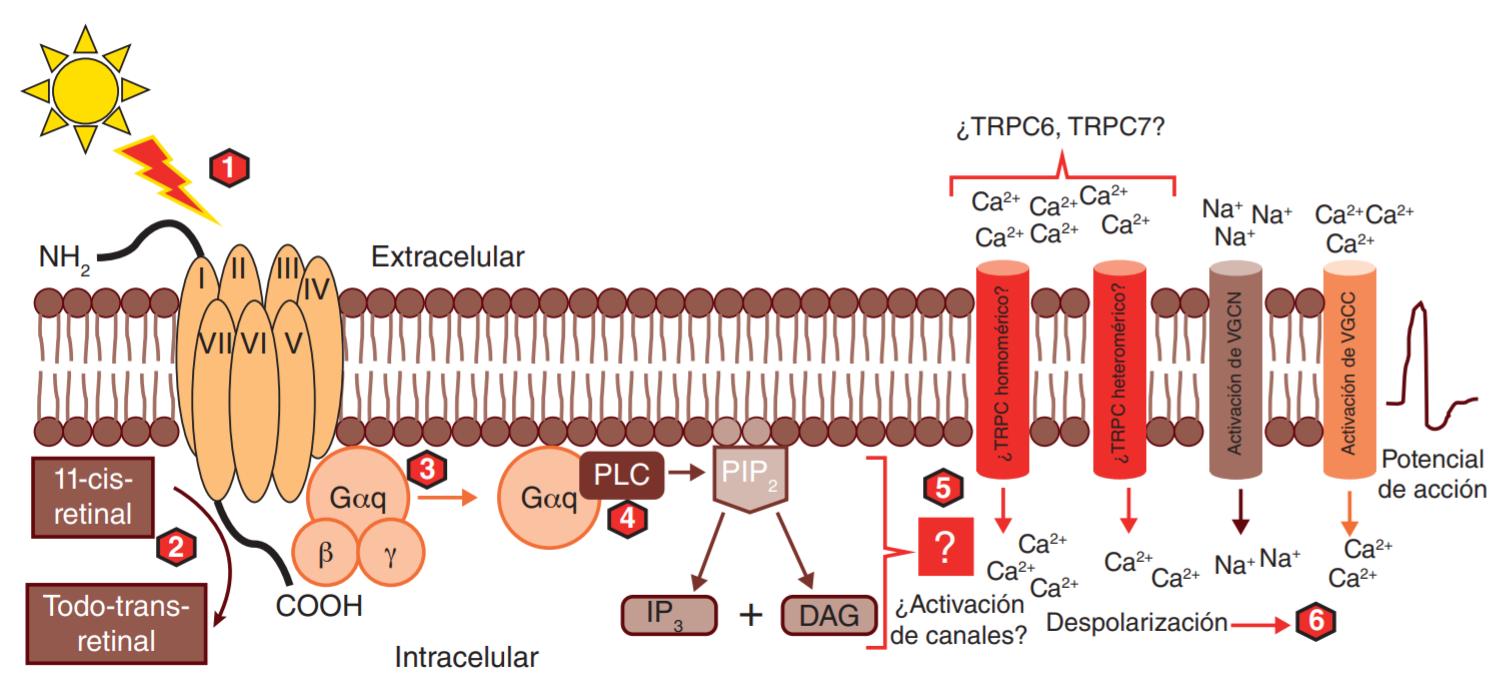
Mecanismo de fototransducción de la melanopsina

La melanopsina actúa mediante un proceso similar al de los fotorreceptores rabdoméricos. Tras recibir el fotón de luz, la melanopsina activa una proteína de tipo Gq que actúa sobre la fosfolipasa C (PLC). Esta enzima se encarga de hidrolizar el fosfatidilinositol 4,5-bifosfato (PIP2) produciendo dos compuestos, la SN-1,2-diacilglicerol (DAG) que permanece en la membrana y el inositol-1,4,5- trifosfato (IP3) que queda libre en el citosol. Como consecuencia el DAG y el IP3 despolarizan la membrana plasmática mediante la activación de proteínas canal TRP transportadoras de Ca2+ y Na+ generando un potencial de acción que va a permitir el impulso nervioso.
En el caso de los vertebrados, los fotorreceptores ciliares activan la proteína G trimérica transducina (Gt) que actúa sobre la enzima fosfodiesterasa (PDE). Esta enzima se encarga de hidrolizar el guanosín monofosfato cíclico (GMPc) cuya concentración citosólica disminuye. Como consecuencia, se produce el cierre de los canales iónicos de Na+ que genera una hiperpolarización de la membrana plasmática.

## Implicaciones clínicas
El descubrimiento de la melanopsina aclaró los mecanismos explicativos del mantenimiento de los ritmos circadianos normales, la preservación relativa de los reflujos de la pupila y sensibilidad luminosa conservada en pacientes afectados por enfermedades de fotorreceptores con pérdida visual.
Existe una conservación relativa de las ipRGC con melanopsina en pacientes con neuropatías ópticas mitocondriales hereditarias, mientras que los pacientes con glaucoma presentan una afectación selectiva de las mismas. En el caso de pacientes con migraña, puede provocar fotofobia. También se ha observado una correlación entre los polimorfismos del Opn 4 (gen de la melanopsina) y el trastorno afectivo estacional. La malanopsina también puede tener implicaciones en la desregulación del sueño debido al envejecimiento.
Según un estudio, se identificó una reducción funcional en las ipRGC que expresan melanopsina en pacientes con diabetes mellitus II sin retinopatía, donde se observó una relación inversa entre la duración de diabetes y la función de ipRGC. Para ello utilizaron la respuesta pupilar post-iluminación de las ipRGC como técnica novedosa para evaluar la función interna de la retina, cuya finalidad es la determinación no invasiva de los cambios internos progresivos de la retina en pacientes diabéticos antes de que sean clínicamente evidentes. Además, también existen investigaciones que tratan sobre la relación entre la respuesta pupilar post-iluminación controlada por ipRGC y varios trastornos neurológicos como hipertensión intracraneal idiopática, esclerosis múltiple y enfermedad de Parkinson.
También se ha observado una disfunción del sistema de melanopsina en pacientes que padecen síndrome de Smith-Magenis, dichos pacientes presentan alteraciones del sueño provocadas por niveles de melatonina anormales.
Regulación de los niveles de glucosa en sangre
La melanopsina se puede usar como herramienta optogenética para el tratamiento de la diabetes del tipo II.
Se ha creado, utilizando la melanopsina, un dispositivo de transcripción sintética optogenética que se ha probado en un ámbito terapéutico con el fin de producir el péptido 1 similar al glucagón, proteína que ayuda a regular los niveles de glucosa en sangre en mamíferos con diabetes del tipo II. Esto se ha conseguido vinculando funcionalmente la transducción de la melanopsina con el circuito de control del factor nuclear de las células T activadas (NFAT).
A través de este proceso se controló la expresión de GLP-1 (péptido 1 similar al glucagón) en ratones diabéticos doblemente recesivos y se redujo la hiperglucemia en estos ratones.
Recuperación de la visión
Se han realizado investigaciones recientes sobre la función de la melanopsina en la terapia optogenética para pacientes con la enfermedad ocular degenerativa retinitis pigmentosa (RP). La reintroducción de la melanopsina funcional en los ojos de ratones con degeneración retiniana restaura el reflejo pupilar a la luz (PLR). Estos mismos ratones también pudieron distinguir los estímulos de luz de los estímulos oscuros y mostraron una mayor sensibilidad a la luz de la habitación. La mayor sensibilidad demostrada por estos ratones es prometedora para la restauración de la visión que puede ser aplicable a humanos y enfermedades oculares humanas.